# Walter Fritzsche
Walter Fritzsche (Steglitz, 19 dicembre 1895 – 1956) è stato un calciatore tedesco, di ruolo difensore.